# Clusia ptaritepuiensis
Clusia ptaritepuiensis là một loài thực vật có hoa trong họ Bứa. Loài này được (Steyerm.) Pipoly mô tả khoa học đầu tiên năm 1998.